# 구상본
구상본(具尙本, 1898년 10월 21일 ~ 1963년 11월 5일)은 대한제국 독립운동가이다.

## 별칭
아명(兒名)은 구월등(具月登)이고, 호(號)는 남송(南松)이며 1915년 강원도 평강 지방에서 잠시 독립 운동 관련 잠입하던 시절에 손시헌(孫始軒)이라는 가명을 잠시 사용하였다.

## 생애

### 청년 시절 이전
경상북도 영일 지방의 부농(富農) 집안 출신으로 경상북도 영일군 흥해면 남송동리 71번지(慶尙北道 迎日郡 興海面 南松洞里 71番地)에서 출생한 그는 지난날 한때 경상북도 경주 감포에서 잠시 유아기를 보낸 적이 있으며 그 후 경상북도 포항에서 성장하였고 그 후 그는 1919년 10월 21일 경상북도 영일군(迎日郡) 흥해면(興海面) 남송동리(南松洞里)에 주로 거주하였다.

### 전주 이씨 황실 민본주의 군주제 대한제국 조선 황조 회복 조처를 요시히토 일왕에게 촉구
경상북도 영일군 흥해면 남송동리 지방 향리에 거주한 구상본(具尙本) 그는 처음에는 1919년 3월 초순 경상북도 경주 감포 땅에서 대한 독립 만세 운동에 참가하였으며 그 후 경상북도 영일군 흥해면 남송동리 지방 향리로 옮겼고 1919년 10월 21일, 일제(日帝)의 포악한 식민 지배를 통분히 여겨 '지금 국운(國運)이 불행(不幸)하여 북(北)에는 독립당(獨立黨)이 있고 서(西)에는 독립론자(獨立論者)가 있어 조선(朝鮮)은 흥하고 일국(日國)은 망할 것이므로 대왕(大王)은 속히 현인(賢人)으로 하여금 조선의 왕을 세워 후환이 없도록 하지 않으면 대왕의 생명이 온전하지 못할 것이라'는 문서를 작성, 봉투 앞면에는 구상본(具尙本)이라 쓰고 뒷면에는 대정씨전(大正氏殿)이라 기록하여 다음 날인 22일 경상북도 영일군 포항면(浦項面) 포항동리(浦項洞里) 우편함에 투입하였다. 이어 1919년 10월 27일 '국운이 불행하여 불측(不測)의 난(亂)이 일어났는데 사람은 남의 죄를 말하기 쉬운 것이어서 이제 구상본이 대왕(大王)의 죄를 말할 것인 즉 참으로 듣는 것이 마땅할 것이니, 첫째는 각국에는 각 주인(主人)이 있는 것이며 주인있는 나라는 취(取)하지 않은 것인데 대왕은 탐폭(貪暴)의 마음으로 강제로 조선유주(朝鮮有主)의 나라를 빼앗아 버리고 생민(生民)을 도탄(塗炭)에 빠지게 하고 돌보지 않음이 죄요, 둘째는 그 나라 임금을 죽이고 충정(忠貞)의 무리를 죽여 자기의 소욕(小慾)을 채우는 것이 죄요, 셋째는 군자(君子)를 소인(小人)으로 만들고 소인을 군자로 만들어 나라를 다스리게 하는 죄라. 이 삼죄(三罪)를 가지고 백성의 위에 있음은 잘못으로 대왕의 몸에 해(害)가 미칠뿐 아니라 일국(日國)은 반드시 망(亡)할 것'이라는 내용의 문서를 써서 봉투 앞면에는 일본 군주 황궁 대정전(日本 君主 皇宮 大正殿)이라 쓰고 뒷면에는 구상본이라 써서 이해 10월 29일 영일군 포항면 포항동 우편함에 투입하였다가 10월 30일 일경에게 피체되었다. 1919년 12월 20일 대구지방법원에서 소위 불경(不敬)으로 징역 1년형을 언도받고 옥고를 치렀으며 1920년에 만기출감하였다. 그 후 농사에 전념하다가 1933년 경상북도 의성 땅으로 잠시 옮기어 1945년 경상북도 의성에서 8·15 조선 광복을 목도하였으며 1946년 5월 13일에서 1948년 5월 26일까지 한국독립당 대표전임위원 직위를 지냈고 1948년 5월 26일을 기하여 한국독립당 탈당을 하였다.

## 사후
대한민국 정부에서는 고인의 공훈을 기리고자 1992년 대한민국 건국훈장 애족장을 추서하였다.